# Koppe kuntneri
Koppe kuntneri är en spindelart som beskrevs av Christa L. Deeleman-Reinhold 200. Koppe kuntneri ingår i släktet Koppe och familjen flinkspindlar. Inga underarter finns listade i Catalogue of Life.